# Mischonyx meridionalis
Mischonyx meridionalis is een hooiwagen uit de familie Gonyleptidae.